# Jordi Abelló Vilella
Jordi Abelló Vilella (Reus, 16 de juliol de 1970) és un pintor d'art contemporani català. El 1993 es llicencià en Belles Arts per la Universitat de Barcelona. El 1997 assistí en un taller impartit per l 'escultor Juan Muñoz i l 'escriptor John Berger al Círculo de Bellas Artes de Madrid que li serví per adonar-se què era l'art i descobrir-ne el potencial. Ha exposat bàsicament a Catalunya. Ha participat a la Documenta 13 de Kassel.
Exposicions
Entre les seves mostres individuals destaquem, la primera realitzada l'any 1990 al Centre de Lectura de Reus, Pintures i escultures a la Galeria Tèlax, Reus (1993), Documentació fotogràfica. Intervenció a l'estació de França (1997) Metrònom. Edició dels annexos Documenta X i Münster 98. Exposats a les llibreries de Metrònom, Fundació Miró i Fundació “La Caixa” (1997), Exposició individual dins el cicle ON, Fundació “La Caixa”, Lleida (1998), Escala 1:87, capella de Sant Roc, Valls (1998), Punts de llum, sala del Roser, Lleida (1998), Espai espai, Galeria dels Àngels, Barcelona (1998), Art per a Artistes. Centre d'Art Santa Mònica, Barcelona i Reus (1999) Illumination, Galeria Metropolitana de Barcelona (2000), Ombres rient, (Dibuixos). Galeria Nou Montcada. Barcelona (2003), Aire, (Pintures). Galeria ArtLoft. Reus (2003), Empremtes dactilars, (Dibuixos). Galeria Llac. Tarragona (2004), D'on vénen les imatges. Arxiu Rosselló Tàrraco. Tarragona (2006). Overpainting, Galeria Eart, Calafelll, 2007, Rêquiem, Pietat i War, Fundació Vila Casasm Torroella de Mongrii, Girona, (2007)  Èxode. Celler El Masroig del Priorat, 2009, Retrats/ Portraits. ArtLoft, Reus, 2010, Crim/Crime, Cànen, Castelló, 2010, La risa de la Hiena amb textos de Rafael Argullol i Albert Mercadé. 3 març 2012 a la Biblioteca L'Hospitalet de Llobregat.
Obra
La seva obra ha tingut i té un protagonista, l'home: l'home i la seva existència, les seves misèries, la seva soledat, la seva angoixa, els seus dubtes, la seva humanitat en el sentit més ampli. La seva metodologia de treball és realment particular. En aquest sentit cal destacar en els primers anys, la seva col·lecció d'imatges fotogràfiques que han estat rebutjades pels seus autors, que l'artista ha exposat alguna vegada, una mena de “objets trouves” però també l'han servit de font d'inspiració. Amb una gran capacitat d'observació ha treballat també amb imatges que tenen una íntima relació formal amb obres de coneguts creadors i posteriorment te molta importància els llocs on exposa les seves obres, un aspecte que es essencial en la seva interpretació, perque accentuen i arrodoneixen el seu significat.
En la seva recerca plàstica els rostres com a imatge de l‘home, han ocupat un espai preferencial, Cada rostre, constitueix un personatge que porta en la seva expressió, en els seus trets la seva pròpia història, les seves vivències.
Cal destacar  caràcter essencial que té la llum en les seves obres. Dins d'un joc de llums i ombres, les seves figures, els seus rostres, van emergent a poc a poc a mesura que l'observador afina la seva visió. Exigeix per tant de l'espectador una observació lenta perquè les “imatges” es vagin revelant. Un treball, subtil, molt elaborat, gens complaent, que en síntesi ens parla de la fragilitat de l'ésser humà i que ens recorda constantment la debilitat i fugacitat de la nostra existència. Els seus temes universals, van i venen, com es pot veure a través de la seva intensa trajectòria. L'artista sols treballar per sèries, les que van des del 2002 amb “Laughing shadows”, fins a “War”, pertanyen a les característiques apuntades. Sobre la guerra tornarà al 2012 amb la seva sèrie “Disaster of War”
Amb “Overpainting” (2007), els seus  rostres es fan més presents, ocupen gairebé tot el pla pictòric. En ells hi ha un pes molt important donat al dibuix que queda lleugerament amagat sota una mena d'atmosfera, que ens permet veure múltiples i variades expressions, en les que Goya, i Bacon constitueixen uns referents importants
Amb “Dictadors” 2008, representa un canvi conceptual i formal important. Les figures adquireixen una major corporeïtat. Sense voler representar a cap individu en particular les seves figurés, per gestos, actituds i certs trets ens recorden no solament a determinats dictadors, sinó també a coneguts polítics. Una obra que tindrà continuïtat amb “Zoo” en la qual ens mostra la transformació d'aquests personatges en rabiós animal que acabaran sent admirats i devorats a pels goril·les del ZOO i posteriorment el 2012 amb “La Risa de la Hiena”, (2012),  un llibre amb textos de Rafael Argullol, en el que presenta una sèrie de dibuixos de polítics, dictadors i criminals de guerra. No gaire lluny d'aquesta sèrie tenim la de “Bank” (2012), un conjunt de retrats d'aquests personatges nefastos, que com ens diu Rosa Comes, son retrats magistrals que estudien uns rostres anodins per trobar-ne veritats: l'origen de la cobdícia, els límits de l'avarícia.
L'any 2013 presenta “Metamorfosis”, una temàtica que ja havia treballat en “Zoo” del 2009. La nova sèrie ens mostra segons l'artista l'estreta relació entre l'home i els insectes, que tindrà continuïtat amb “Mantis” (2015) i “Monviu” (2016) . “Grotesc” és el darrer dels seus treballs, una sèrie de rostres terribles. Amb unes expressions similars a la dels  dòbermans que apareixen darrere la reixa, en el que pengen aquestes imatges. D'altra banda hem de tenir en compte altres temes tals com: els immigrants i la seva tragèdia (2009)   el de la prostitució amb “Eròtica” 2013, el consumisme amb “Shops· (2013). En conjunt  parlem d'una obra i una trajectòria, amb una línia molt determinada, de clar compromís amb la societat i l'època que l'ha tocat viure. Obres que sempre tenen present la gran història de l'Art i els seus mestres, en particular els que com ell, han tingut l'home, en el centre de la seva producció artística.
1. Element de la llista numerada Caparó Pujol, Anton Marc; Perea Virgili, Maria Eugènia. «Jordi Abelló desenterra Antoni Gaudí». Lo Floc, 201 (juliol-setembre 2012), pp. 4-11.